# Filosofia
Filosofia är en italiensk filosofisk tidskrift. Det första numret utkom 1950 och publicerar idag fyra nummer om året.